# José Matol
José Matol era português, sendo das mais destacadas figuras de São João del-Rei de início do século XVIII. Além disso, é um dos poucos com a memória até hoje perpetuada na sua toponímia popular, dando nome ao bairro Matola.
A primeira notícia sobre José Matol foi registrada por José Álvares de Oliveira em sua narrativa sobre a Guerra dos Emboabas, quando se refere à instalação de um corpo de tropas auxiliares integrado pelos emboabas do Rio das Mortes. Este corpo foi criado pelo governador Lencastre quando esteve no Arraial Novo do Rio das Mortes em 1709. Matol ocupou o posto de capitão, sendo mais tarde promovido a sargento-mor. Após o episódio conhecido por Capão da Traição, os emboabas teriam se sentido inseguros no Arraial Novo e trataram de fortificá-lo. Pelos relatos, José Matol planificou e dirigiu as obras.
Foi eleito para o cargo de juiz-ordinário do Senado da Câmara em quatro mandatos: 1717, 1721, 1729 e 1733, conforme registra o historiador são-joanense Luís de Melo Alvarenga. Em 1724 obteve sesmaria de terras "da outra parte do Canindaí (certamente Rio Carandaí" (Revista do IHG, 1988, v. 2, p. 25).
Um dos mais significativos méritos de José Matol foi ter registrado os fatos da história primitiva destas plagas do Rio das Mortes, como contemporâneo ou testemunha ocular e, muitas das vezes, participante.
Em 1751, José Matol ainda vivia, pois nesse ano consta nos arquivos da Câmara Municipal um pagamento a ele no valor de vinte oitavas de ouro.